# قطار قصه‌ها
قطار قصه‌ها (انگلیسی: Driver Dan's Story Train) یک مجموعه تلویزیونی کودکانه اثر ربکا الگار است. این انیمیشن محصول همکاری مشترک بین توفور۵۴ امارات متحده عربی و 3Line Media پادشاهی متحده است.
دوبله فارسی این انیمیشن از شبکه پویا و شبکه دو پخش شد.